# Imreh István (történész)

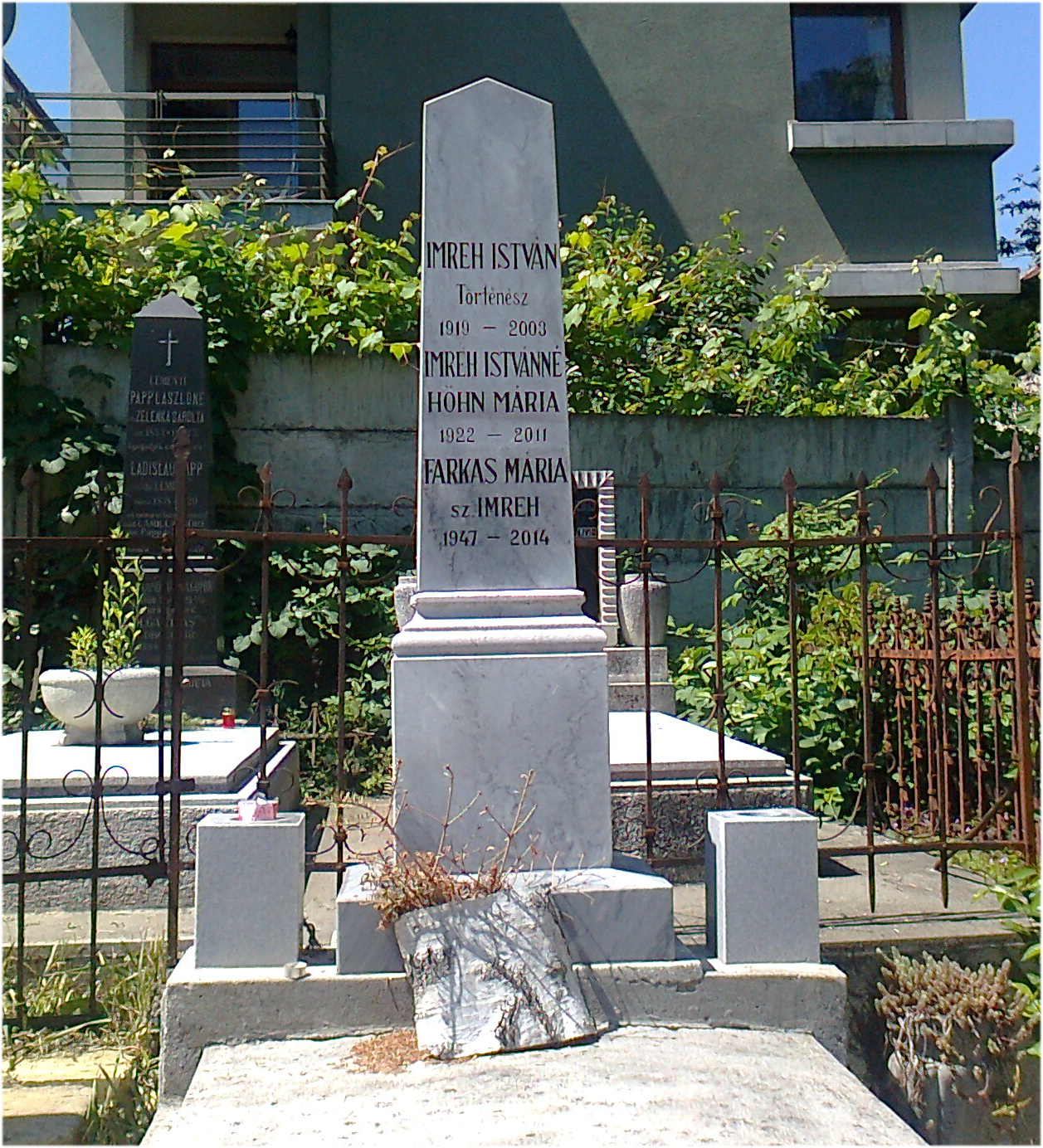
Sírja a kolozsvári Házsongárdi temetőben

Imreh István (Sepsiszentkirály, 1919. szeptember 12. – Kolozsvár, 2003. január 31.) erdélyi magyar történész, szociológus, 1990-től a Magyar Tudományos Akadémia külső tagja. Lánya  Farkas Mária gazdaságfejlesztő, gazdaságkutató. Fia Imreh István biológus, genetikus.

## Élete és munkássága
A középiskolát Kolozsváron és Brassóban végezte, majd 1940–1944 között a kolozsvári egyetem közgazdasági karán tanult, itt is doktorált gazdaságtörténetből. Rövid ideig a kolozsvári Victoria szövetkezetben dolgozott közgazdászként, majd az Erdélyi Tudományos Intézet munkatársa lett. Az intézet megszűnése után a Bolyai Tudományegyetem előadótanáraként először a jog- és közgazdaság-tudományi karon, majd a történelem szakon tanított. 1959-től nyugdíjba vonulásáig a Babeș–Bolyai Tudományegyetemen az egyetemes legújabb kor történetét adta elő. 1977-ben a Magyar Néprajzi Társaság, 1998-ban pedig az Erdélyi Múzeum-Egyesület tiszteletbeli tagjává választotta.
Kutatásainak középpontjában Erdélynek a feudalizmusból a kapitalizmusba vezető korszaka állt, ezen belül a székelység története. A székely falu mezőgazdasági fejlődését, állattartását, szőlőművelését, társadalmi rétegződését, a falu belső rendjét vizsgálta. Kora társadalomtudósai közül kapcsolatot tartott fenn a szintén falukutató Dimitrie Gusti szociológussal, kinek monografikus kutatási módszerét nagyra értékelte. Életét és munkásságát dolgozza fel Both Noémi Zsuzsanna doktori dolgozata.

## Művei
- Székely falutörvények, 1947
- Despre începuturile industriei capitaliste din Transilvania în prima jumătate a secolului XIX-lea, 1955
- Majorsági gazdálkodás a Székelyföldön a feudalizmus bomlásának idején. Adatok a XVIII. század végi és a XIX. század eleji székelyföldi nagybirtok gazdálkodásáról és a paraszti földek kisajátításáról, 1956
- Újkori egyetemes történeti előadások. 1870–1918, 1958
- A rendtartó székely falu. Faluközösségi határozatok a feudalizmus utolsó évszázadából, 1973
- Erdélyi hétköznapok 1750–1850. Társadalom- és gazdaságtörténeti írások a bomló feudalizmus időszakáról, 1979
- Erdély változó társadalma 1767–1821 (Csetri Elekkel közösen), 1980
- Viaţa cotidiană la secui 1750–1850 (fordította Gelu Păteanu, Florica Perian, Papp Ferenc), 1982
- A törvényhozó székely falu. I. A székely falutörvények világa. II. Székely falutörvények, rendtartások. 1581–1847. III. Jegyzetek., 1983
- Székelyek a múló időben, 1987
- A fejedelmi gazdálkodás Bethlen Gábor idejében; Erdélyi Múzeum-Egyesület, Kolozsvár, 1992 (Erdélyi Tudományos Füzetek 209.)
- Kászonszéki krónika 1650–1750
- Látom az életem nem igen gyönyörű. A madéfalvi veszedelem tanúkihallgatási jegyzőkönyve, 1764; sajtó alá rend., tan., jegyz. Imreh István; Kriterion, Bukarest, 1994
- Erdélyi eleink emlékezete, 1550–1850. Társadalom- és gazdaságtörténeti tanulmányok; Teleki László Alapítvány–Polis, Bp.–Kolozsvár, 1999 (A magyarságkutatás könyvtára)
- Kéziratos hagyaték 1. Balogh Edgár, Benkő András, Imreh István kiadatlan leveleiből; sajtó alá rend. Beke Sándor; Erdélyi Gondolat, Székelyudvarhely, 2010

## Díjak, elismerések
- Kriterion-koszorú (2001)[4]